# Carl Lundström (kemist)
Carl Jacob Lundström, född 2 maj 1860 i Filipstad, död 20 december 1926 i Stockholm, var en svenskt kemist och företagsledare.
Carl Lundström var son till Carl Herman Lundström. Efter mogenhetsexamen i Karlstad 1878 studerade han vid Uppsala universitet och avlade filosofie kandidatexamen där 1883. Han anställdes samma år vid en mekanisk verkstad men återupptog snart sin teoretiska utbildning, bland annat som student vid Lunds universitet och som praktikant i Berlin, där han avlade ingenjörsexamen 1889. Efter ett års verksamhet som kemist i Querfurt återvände Lundström till Sverige, där han var kemist vid Örtofta sockerbruk 1890–1896 samt VD för AB de Lavals elektriska smältugn 1896–1897 och för Nordiska acetylenaktiebolaget 1898–1905. 1905–1920 var Lundström ensam innehavare av August Setterwalls tekniska fabrik i Stockholm. Han var stadsfullmäktig i Stockholm som representant för högerpartiet 1912–1919 och verkade därvid för inrättandet av Stockholms frihamn. Han var även bland annat ledamot av styrelsen för Stockholms gas- och elektricitetsverk, för Sveriges kemiska industrikontor, för försäkringsanstalten Oden och för Svenska teknologföreningen. Lundström publicerade en mängd uppsatser och tekniska avhandlingar i facktidskrifter.